# زرمت
زرمت (به لاتین: Zurmat) یک منطقهٔ مسکونی در افغانستان است که در ولسوالی زرمت واقع شده‌است. زرمت ۲٬۲۰۷ متر بالاتر از سطح دریا واقع شده‌است.